# О, ти, която и да си...
„О, ти, която и да си...“ е българска пиеса по стихове на Иван Вазов, написана от Мирела Иванова.
Представлението е поставено в Народния театър „Иван Вазов“ на 7 юли 2020 г.

## Актьори
- Ненчо Костов
- Радина Боршош – Атина Болярска, Сусана и Катерина[2][3]
- Биляна Петринска
- Параскева Джукелова
- Ева Тепавичарова

## Екип
| Режисьор            | Бойка Велкова   |
| Сценография         | Нина Пашова     |
| Музика              | Теодосий Спасов |
| Хореография         | Мила Искренова  |
| Драматург           | Мирела Иванова  |
| Асистент-режисьор   | Боряна Митева   |
| Художник на плаката | Янина Петрова   |